# Jordan Binnington
Jordan Binnington (ur. 11 lipca 1993 w Richmond Hill, Ontario, Kanada) – kanadyjski hokeista, gracz NHL, reprezentant Kanady.

## Kariera klubowa
- Owen Sound Attack (2009 - 29.05.2012)
- Peoria Rivermen (2011 - 2012)
- St. Louis Blues (29.05.2012 - 
  -  Chicago Wolves (2013 - 2017) 
    -  Kalamazoo Wings (2013 - 2014)

  -  Providence Bruins (2017 - 2018)
  -  San Antonio Rampage (2018 - )

## Kariera reprezentacyjna
- Reprezentant Kanady na MŚJ U-20 w 2013

## Sukcesy
Indywidualne
- Występ w drużynie gwiazd ligi AHL w sezonie 2017-2018

Klubowe
- Puchar Stanleya z zespołem St. Louis Blues w sezonie 2018-2019